# 왕샤오디
왕샤오디(중국어 정체자: 王小棣, 병음: Wáng Ciâodì, 한자음: 왕소체, 1953년 8월 15일 ~ )는 대만의 영화/드라마 각본, 영화/드라마 감독이다.